# María Luisa Chevallier
María Luisa Chevallier (Madrid, 25 de mayo de 1869 - 1951, Madrid) fue una intérprete de piano, compositora y docente Española reconocida de finales del siglo XIX. 

## Biografía
María Luisa Chevallier nació el 25 de mayo de 1869 en Madrid. Sus orígenes son franceses ya que ambos padres son galos. Su padre, Emilio Chevallier al llegar a la capital española tuvo de oficio ortopédico. Su hogar se convierte en el centro de reuniones sociales. Acudían artistas de la época, músicos como el violinista Enrique Fernández Arbós. Con lo cual, rápidamente desde muy pequeña conoce a gente del gremio. Fue su madre quien la introdujo en el mundo de la música, más concretamente en el del piano. No tenía ni la edad de 7 años cuando comenzó a intervenir en acontecimientos musicales de carácter público. 
En 1877 comienza sus estudios en la Escuela Nacional de Música y Declamación y un año más tarde, es galardonada con el premio de Solfeo. Cabe resaltar que fue alumna de Eduardo Compta. Antes de cumplir trece años ya había sido reconocida con tres premios musicales debido a su gran talento. 
A partir de este momento comienza otra etapa de su vida, ya que prosigue sus estudios con figuras muy importantes del siglo XIX como Carlos Beck, Rafael Hernando, quien muestra su admiración por el talento que tiene no solo en el instrumento sino también por la facilidad con la armonía. López Almagro y Arrieta fueron otros de sus profesores que vieron sus cualidades como pianista, este último dejó constancia en las actas tras conseguir las notas más altas su primer año en su clase de Composición que tenía “aptitudes extraordinarias” y “nobilisimas”. Sin embargo, no completó ni sus estudios de composición ni de Órgano, en la cual se matriculó más tarde. 
De sus últimos años de estudios, cabe resaltar que en 1888 estudió Música de Cámara bajo la tutoría de Jesús de Monasterio quien también supo plasmar al igual que Arrieta en las actas lo válida que era. 
En 1897 se casó con Eduardo de Palacio, un malagueño que ejercía como escritor y dramaturgo. Eran dos personajes muy conocidos y su enlace no pasó desapercibido por la prensa del momento. Después de contraer matrimonio se apartó de la vida pública para criar a sus cinco hijos. María Luisa se encargó de que cada uno de ellos aprendiese a tocar algún instrumento, sin embargo, de los cinco, solo su hija mayor Asunción, siguió los pasos de su madre, también siendo una excelente intérprete de piano. 
Es en 1920 cuando comienza a impartir clases como profesora de Solfeo en el Real Conservatorio de Música y Declamación. A mediados de la década de los años 20 ofreció algunas audiciones en la radio, siendo la única aparición pública que se tiene constancia de esa época. 
Finalmente, María Luisa Chevallier falleció en 1951, con ochenta y un años, provocando un lamento nacional a pesar del tiempo que llevaba apartada de los escenarios y la vida pública.

## Trayectoria
Durante toda su etapa como estudiante, todos sus profesores estuvieron de acuerdo con que María Luisa Chevallier era una excepcional intérprete de piano, destacando de esta manera muy notablemente. Fue en 1882 cuando actuó en la casa Pleyel y en la Exposición de Burdeos. Quedaron tan encantados por su deleite en las anteriores actuaciones que se le invitó ir a los almacenes de pianos de París, donde más tarde, tocó para su ingreso en el Conservatorio de París después de ser animada por los profesores de este Conservatorio. Sin embargo, rechazó la oferta y volvió a la capital española, Madrid, para reunirse con sus padres. 
De nuevo en España, retomó sus estudios y fue alumna de Isaac Albéniz. Durante los años siguientes comienza a dar conciertos que gozaban de gran popularidad y éxito. 
Además de los acontecimientos públicos que ofrecía, también cabe resaltar los eventos que ofrecían sus padres regularmente, donde se reunían los artistas más famosos del momento como Albéniz. 
En 1889 regresó de nuevo a París para tocar en la Exposición de París. Además, aprovechó el viaje a la capital francesa, para actuar en otros eventos, donde también fue muy bien acogida por el público parisino. En España, ese mismo año, se une a la Sociedad de Cuartetos, asociación fundada por Jesús de Monasterio y Juan María Guelbenzu. Actuó en sustitución de este último y la revista El Liberal le regala una crítica en una de sus páginas, donde resalta el excepcional talento temprano, ya que únicamente contaba con 18 años. 
El Liberal no es el único medio de prensa que halaga el talento de la joven. En La Época también vitorea el espléndido concierto que dio en el Ateneo, con su interpretación de uno de los Nocturnos de Chopin y una sonata en do menor, compuesta por ella misma. La Iberia tampoco se quedó callado ante el concierto que protagonizó en el Ateneo ya que en una de sus publicaciones apareció lo siguiente: «[…] figuraba una Sonata en Do menor, composición suya, de tres tiempos, fue tocada con gran amore y arrancó nutridos aplausos, especialmente en el número primero allegro con brio. La señorita Chevallier demostró que a más de pianista conoce perfectamente la armonía». 
Después del concierto que protagonizó con Jesús de Monasterio, comenzó a formar parte de la Sociedad de Cuartetos. Fue con esta corporación con quien realizó más de veinte actuaciones entre los años 1889 y 1890, tanto en Madrid como en otras ciudades de España. 
Sin embargo, fue cuando contrajo matrimonio con Eduardo de Palacio que dejó su labor como intérprete, únicamente actuando en las reuniones de carácter social en salones privados, exceptuando acontecimientos como su aparición en Unión Radio, a mediados de 1900.

## Chevallier como compositora
La actividad como compositora de María Luisa Chevallier no fue muy extensa,  pero cabe destacar su pieza más conocida: Sonata en Do menor, la cual interpretó en numerosas ocasiones en muchos de los conciertos que daba junto a otras piezas originales suyas, como se ha mencionado antes, en el concierto que ofreció en el Ateneo. Esta sonata se la dedicó a su profesor Carlos Beck, en 1889. 
Se sabe que no terminó sus estudios de composición, pero como se puede comprobar no le hizo falta para crear una obra de arte. 
Catálogo de obras
- Cinco canciones (dedicadas a sus hijos):
  - “Memento”
  - “O salutaris”
  - “Hommage aux soldats morts”
  - “Prière”
  - “Una lágrima”
- Corduan. Valses para piano
- Melodía para piano
- Romanza sin palabras
- Sonata en Do menor
- Sonata para violín y piano
- Suite romántica:
  - “Anhelo”
  - “Romanza”
  - “Nana”
  - “Miniatura”
  - “Barcarola”
  - “Rondó”
- Vals mariposa